# Pfarrkirche Wimpassing an der Leitha

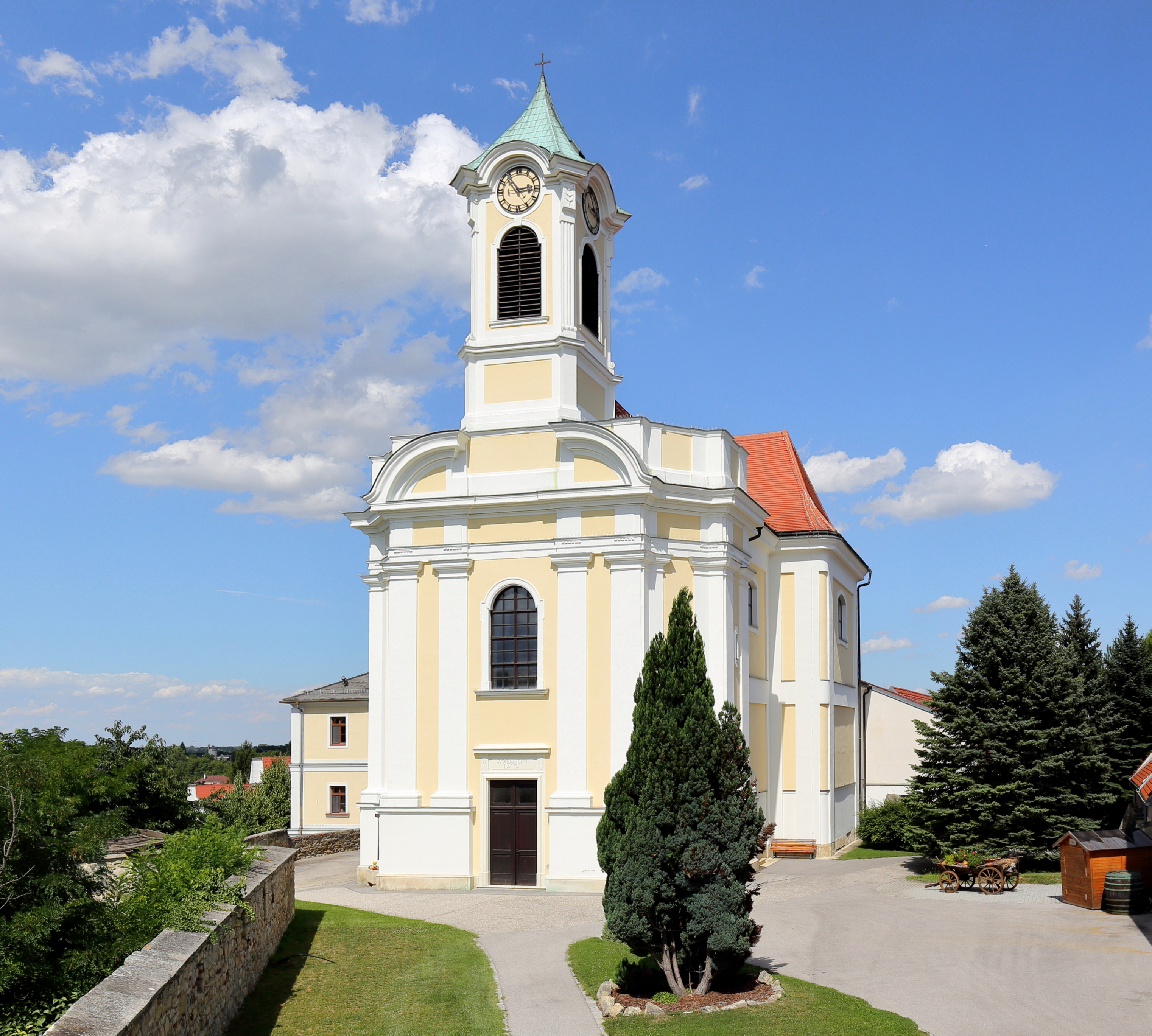
Pfarrkirche Zur Unbefleckten Empfängnis. Wimpassing an der Leitha

Die römisch-katholische Pfarrkirche Wimpassing an der Leitha steht auf einer Anhöhe oberhalb des Ortes in der Gemeinde Wimpassing an der Leitha im Bezirk Eisenstadt-Umgebung im Burgenland. Die Pfarrkirche Zur Unbefleckten Empfängnis gehört zum Dekanat Eisenstadt-Rust in der Diözese Eisenstadt. Die Kirche steht unter Denkmalschutz.

## Geschichte
Die Kirche mit dem ehemaligen Minoritenkloster ist mit einer befestigten Mauer aus dem 16. Jahrhundert umgeben. Die Kirche der mittelalterlichen Pfarre wurde im 14. Jahrhundert genannt. 1587 erfolgte mit dem Freiherr von Stotzingen die Gründung eines Franziskanerklosters. Nach einer Erweiterung der älteren Kirche wurde die Kirche 1593 geweiht. 1628 übernahmen die Minoriten das Kloster. Kirchen und Kloster wurden im Türkenkrieg 1683 zerstört. Der Kirchenneubau wurde 1723 geweiht. 1787 wurde nach der Aufhebung des Klosters eine weltliche Pfarre gegründet. Ab 1929 – die Kriegsjahre ausgenommen – haben die Kamillianer das Kloster übernommen. Renovierungen wurden 1882/1883 durchgeführt, eine Innenrestaurierung 1952/1960. Nach einem Brand fand von 1972/1974 eine Innenrestaurierung statt.

## Architektur
Der einheitliche Barockbau hat einen kreuzförmigen Grundriss durch querarmartige Erweiterungen des östlichen Langhausjoches.

## Ausstattung

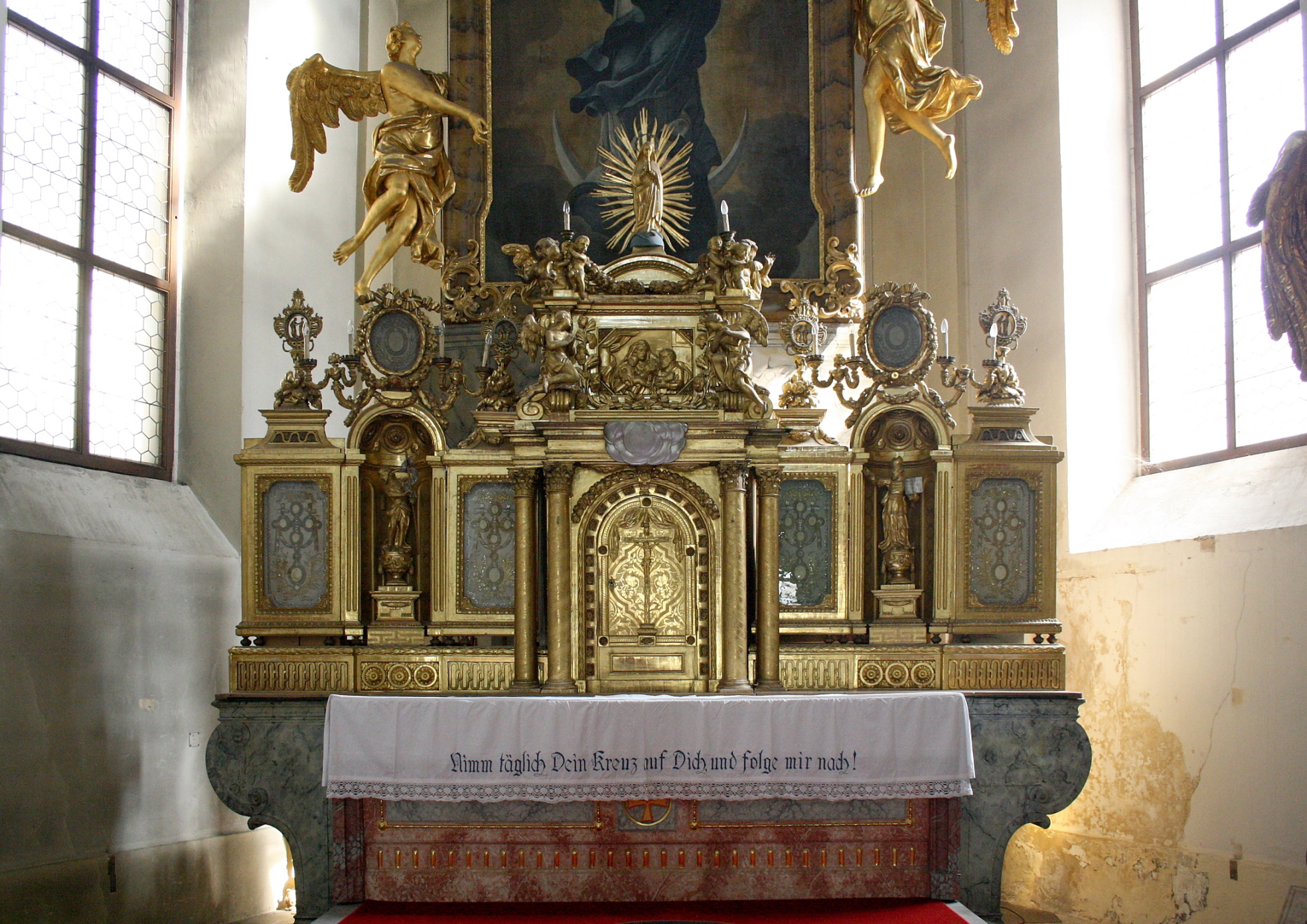
Mensa mit Tabernakel

Die Einrichtung der Kirche ist bemerkenswert. Der Hochaltar hat auf einer freistehenden Mensa einen breiten Tabernakel mit Seitenflügeln um 1780. Die Orgel mit 10 Registern stammt aus 1757 von einem unbekannten Orgelbauer.

## Minoritenkloster / Pfarrhof
Die Nutzung des ehemaligen Minoritenkloster und Pfarrhofes war (Dehio 1976) ein Internat mit einer Sonderschule. Am Pfarrhof steht eine Bründlkapelle.

## Kirchhof
Die von einer Wehrmauer umschlossenen Gebäude umfassen weiters einen Friedhof, einen Wirtschaftshof und den Klostergarten. Die Freitreppe an der Südseite des Kirchhügels wurde 1891 erbaut.